# Oncidium floridanum
O Oncidium floridanum também chamado de "Orquídea da Flórida" é uma espécie de orquídeas do gênero Oncidium também chamado de dama dançante por causa de seu labelo que se assemelha a uma bailarina, é da subfamília Epidendroideae, da família das Orquidáceas.

## Etimologia
O termo latino "floridanum" vem da sua origem - Península da Flórida, no sul dos Estados Unidos da América.

## Habitat
Esta espécie é nativa do sul da Flórida e de Cuba. Orquídea epífita que se desenvolve em áreas quentes e úmidas tais como áreas pantanosas e em bosques de montanha baixa. É encontrada sobre os ciprestes dos pântanos do Parque Nacional de Everglades de onde tem status de proteção de espécie ameaçada.

## Descrição
O Oncidium floridanum é uma orquídea epífita com pseudobulbos cilíndricos achatados lateralmente de que saem apicalmente folhas estreitas e coriáceas oblongo linguladas, em seu centro sai uma haste floral de numerosas flores de pequeno tamanho, de 2 cm de diâmetro.
Possui numerosas ramificações florais paniculadas com numerosas flores amarelas intensas por cada ramo ou racemo.

## Cultivo
Tem preferência por ar úmido, com muita luminosidade ou com sombra moderada.  Pode-se por no exterior como os Cymbidiums para estimular a floração. 
Florece de Janeiro a Fevereiro no seu habitat. No hemisferio norte, no Outono e no Inverno.

## Sinônimos
- Oncidium ensatum Lindl. (1842)
- Oncidium cerebriferum Rchb.f. (1852)
- Oncidium confusum Rchb.f. (1858)
- Cyrtopodium verrucosum Griseb. (1866)